# Johann Chapoutot

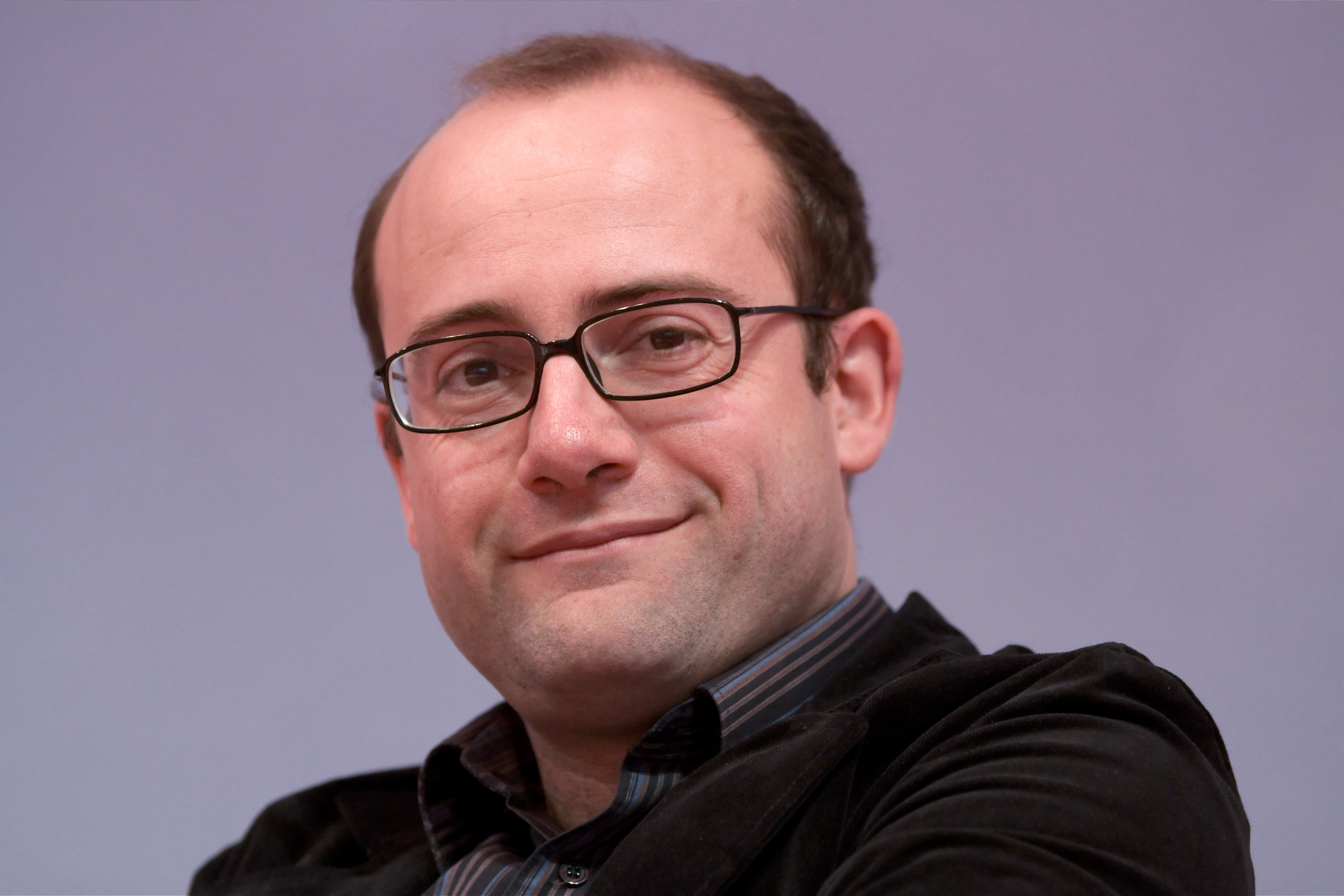
Johann Chapoutot (2010)

Johann Chapoutot (* 30. Juli 1978 in Martigues) ist ein französischer Historiker mit den Schwerpunkten Nationalsozialismus und deutsche Zeitgeschichte.

## Leben
Johann Chapoutot studierte Geschichte, Germanistik und Jura an der École Normale Supérieure Paris und der TU Berlin. Im Jahr 2006 promovierte er an der Université Paris 1 Panthéon-Sorbonne und der TU Berlin. Zwischen 2008 und 2014 arbeitete als Dozent an der Universität Grenoble II. Seit Juni 2016 ist er Professor an der Université Paris-Sorbonne (Paris IV).
In seiner Forschungstätigkeit befasst sich Chapoutot dabei unter anderem mit der Durchlässigkeit zwischen nationalsozialistischer Ideologie und marktwirtschaftlicher Unternehmensführung, die er im 2020 erschienenen Essay Libres d’obéir (Frei zu gehorchen) ausführt und wodurch er bestehende Erklärungsansätze wie die Banalität des Bösen zeitgenössisch ergänzt.
Chapoutot ist Mitglied des Institut Universitaire de France.

## Schriften (Auswahl)
- Le meurtre de Weimar. Presses Univ. de France PUF, Paris 2010.
- Le national-socialisme et l’Antiquité. Presses Univ. de France PUF, Paris 2012.
  - Der Nationalsozialismus und die Antike. Philipp von Zabern, Darmstadt 2014, ISBN 978-3-8053-4768-6.
- Histoire de l’Allemagne (1806 à nos jours). Presses Univ. de France, Paris 2014.
- La Loi du sang. Penser et agir en nazi. Gallimard, Paris 2014.
  - Das Gesetz des Blutes. Von der NS-Weltanschauung zum Vernichtungskrieg. Übersetzung Walther Fekl. Philipp von Zabern, Darmstadt 2014, ISBN 978-3-8053-4990-1.
- La Révolution culturelle nazie. Gallimard, Paris 2017, ISBN 978-2-07-011769-7.
- Libres d’obéir. Le management, du nazisme à aujourd’hui. Gallimard, Paris 2020, ISBN 978-2-07-278924-3.
  - Gehorsam macht frei. Eine kurze Geschichte des Managements – von Hitler bis heute. Übersetzung und editorische Notiz Clemens Klünemann. Berlin: Propyläen, 2021, ISBN 978-3-549-10035-6
- (mit Christian Ingrao und Nicolas Patin), Le monde nazi, 1919 – 1945, Paris, Tallandier, 2024.
- Les Irresponsables : Qui a porté Hitler au pouvoir ?, Paris, Gallimard, coll. « NRF Essais », 2025, 304 p. (ISBN 978-2-07-306119-5).